# Nana Chela
Soledad Ponce de León Patiño (Huetamo de Núñez, Michoacán, 10 de abril de 1903- Mexicali, Baja California, 26 de junio de 1997) más conocida como Nana Chela, fue una profesora mexicana que dedicó su vida a la educación y la cultura. Fue normalista y se desempeñó como maestra, contadora de cuentos y promotora cultural en Mexicali. Entre sus proyectos más destacados se encuentran la narración de cuentos infantiles en plataforma radiofónica, la publicación de sus libros de material escolar, composición musical y docencia así como la creación del Centro Cultural Nana Chela.

## Trayectoria
Soledad se graduó como normalista en Sinaloa en la Escuela Normal de Sinaloa, ingresó al magisterio federal en 1931 y se desempeñó en comunidades rurales tanto en educación de niños, como de adultos. Se desempeñó en la docencia durante una época caracterizada por condiciones difíciles y extraordinarios esfuerzos; acorde a su testimonio respecto a la experiencia en la escuela rural:

Nuestros horarios eran de las nueve de la mañana a las doce, de las tres a las cinco con niños y, después de la cena, volvíamos todos juntos para trabajar en la nocturna con adultos, hasta las nueve de la noche.

A través de la radio, con narraciones de cuentos infantiles ganó fama con el pseudónimo Nana Chela, siendo conocida así hasta sus últimos días. A partir de esta plataforma continuó creando; en su trabajo como compositora y letrista se encuentran las partituras de Güera, Oración costera, Cruel olvido, Luna y mar, entre otras.
En 1949 llegó a la ciudad de Mexicali; donde escribió numerosos cuentos y poemas para apoyo a las tareas escolares, siendo el más conocido de todos Estrellitas de la infancia (antología, 1982). En su honor es creada la Biblioteca Local de la Colonia Orizaba, llevando su mismo nombre y construida en el Centro Cultural Nana Chela.

### Centro Cultural Nana Chela
Nana Chela donó su casa para la creación de la Casita de Cultura de Barrio (Centro Cultural Nana Chela); en vida de la maestra formó la asociación civil denominada Centro Cultural Nana Chela, A.C el 21 de marzo de 1996, legando el terreno y su casa a nombre del pueblo de Mexicali, y como albacea dicha asociación civil. Posteriormente se construyó en este centro una biblioteca, que hoy en día está integrada a la Red Nacional de Bibliotecas de la Dirección General de Bibliotecas de la Secretaría de Cultura, con el nombre de Soledad Ponce de León, en su honor. También cuenta con una galería y un pequeño museo con las pertenencias de Nana Chela.